# Шагалово (Новосибирская область)
Шага́лово — село в Коченёвском районе Новосибирской области России. Административный центр Шагаловского сельсовета.

## География
Площадь села — 188 гектаров.

## Население
| 2002 | 2007 | 2010 |
| ---- | ---- | ---- |
| 795  | ↗844 | ↘739 |

## Инфраструктура
В селе по данным на 2007 год функционируют 1 учреждение здравоохранения и 2 учреждения образования.